# Indianische Blumen

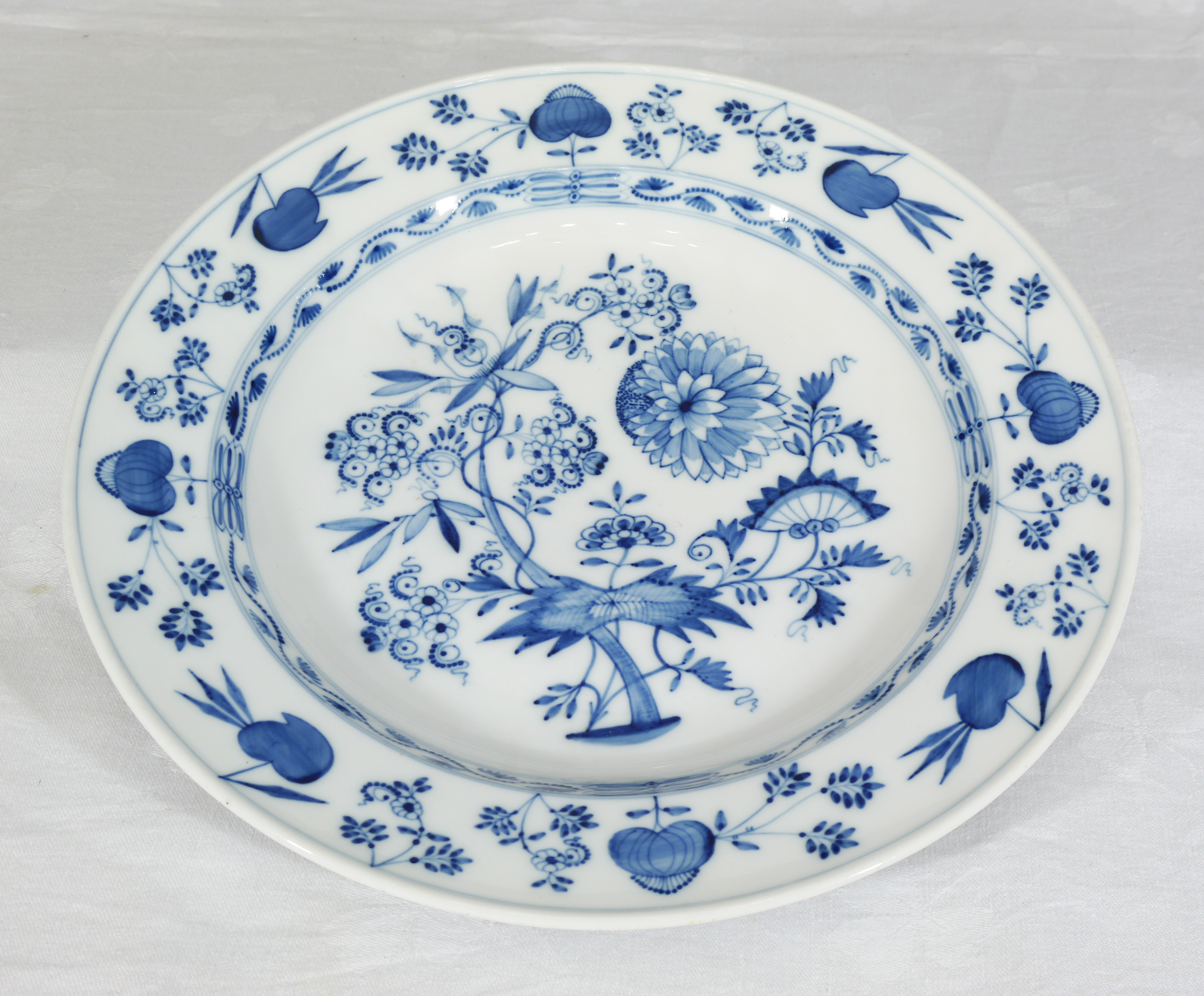
indianischen Blumen, (Unterglasur blau) KPM Berlin, 1849–1870 mit Besitzermarke der Kaiserin Auguste Victoria
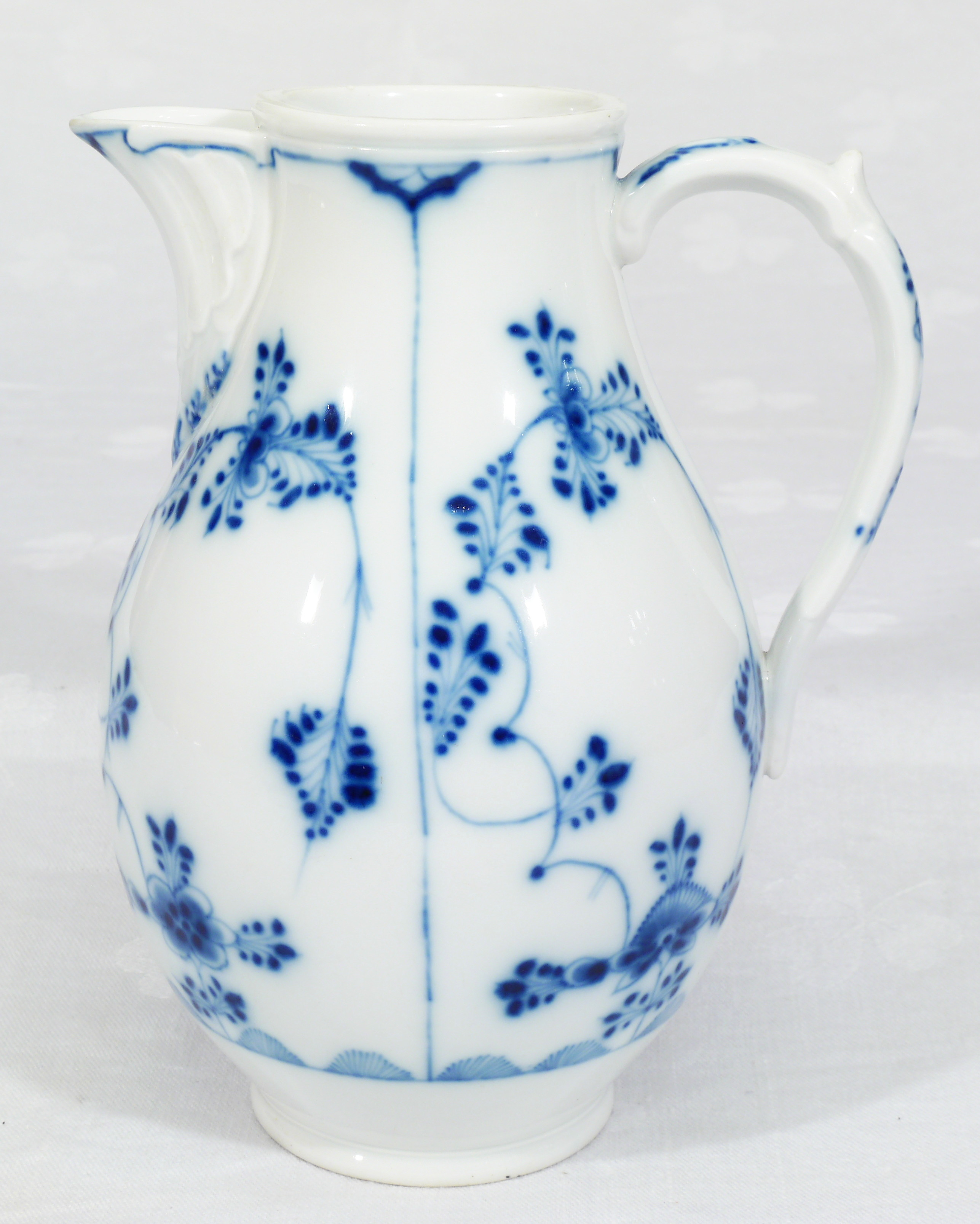
indianischen Blumen, (Unterglasur blau) KPM Berlin, um 1850

Als Indianische Blumen bezeichnete man eine Blumendarstellung auf Keramik, zum Unterschied von Deutschen Blumen. Indianische Blumen wurden mangels besseren Wissens im 18. Jahrhundert phantasievoll gestaltete Blumen auf ostasiatischen Porzellanwaren in Form stilisierter Päonien, Granatäpfel u. ä. bezeichnet.
Indianische Blumen waren ab 1720 als Dekor beim Meißener Porzellan üblich (frühe Höroldt-Epoche).